# Estación Jaboatão
La estación Jaboatão es una de las estaciones del Metro de Recife, situada en Jaboatão dos Guararapes, al lado de la estación Engenho Velho. Es una de las estaciones terminales de la línea Centro del Metro de Recife. Fue inaugurada en 1987.

## Terminal Intermodal
| Cód. | Líneas                              | Flota | Viajes |
| 200  | JABOATÃO (PARADOR)                  | 7     | 56     |
| 201  | MORENO/JABOATÃO                     | 6     | 76     |
| 208  | NOSSA SENHORA DA CONCEIÇÃO/JABOATÃO | 5     | 64     |
| 219  | JABOATÃO/TIP (SANCHO)               | 7     | 56     |
| 220  | JABOATÃO/TI CAVALEIRO               | 3     | 56     |
| 250  | SANTO ALEIXO/JABOATÃO (LUZ)         | 1     | 29     |
| 251  | SANTO ALEIXO/JABOATÃO (Ríos)        | 4     | 88     |
| 252  | VILA RICA/JABOATÃO                  | 5     | 122    |
| 261  | VILA PIEDADE /JABOATÃO              | 3     | 47,5   |
| 272  | COLÔNIA/JABOATÃO                    | 5     | 109    |
| 274  | LOTE 56/JABOATÃO                    | 2     | 39     |
| 290  | BONANÇA/JABOATÃO                    | 1     | 14     |